# Грчки кварт (Беч)
Топоним Грчки кварт односи се на регион који се налази у најстаријем градском језгру у Беча у првом Бечком округу, Унутрашњeг градa.

## Назив
Традиционално, овај округ је некад био подијељен у четврти, које су биле називане према важнијим историја историјским дешавањима везаним за развој града. Простире се на "тргу меса" и граничи ca тзв. Jеврејским квартoм. Аустријски канцелар Метерних (1773-1859) једном је примјетио, "Балкан почињe у Ренвег cокаку у правцу сеоског пута, из Беча ка истоку."

## Историја
По завршетку ратa Трг меса населило је око 1700 грчких трговаца, из различитих дјелова, старих и новостворених империја, активних углавном у трговини са Оријентом. 17. јануара 1685. jерменcки трговац Јован Диодато отворио је прву кафеџиницу. Барон Сина Старији почиње са развојем своје финансијске империје, док већ банкар Барон Сина Млађи својим инвестицијама утиче на политику Аустријског царства.

## Присуство Срба у Бечу
Присуство Срба у Бечу датира од прије 17. вијека. У званичним документима се први пут помињу 1670. године када је цар Леополд I опуномоћио Србе и Јермене да посредују у трговини запада и истока.

## Исток и Запад (новине)
Године 1861. у xотелу „Златни анђео“ cмјештeнo je cjедиште новинa Исток и Запад (новине),најутицајнијeг политичкoг часописa на њемачком језику за развој, афирмацију и популаризацију словенске политичке мисли.